# Amber Valley (Alberta)
Pour le borough du Derbyshire (en Angleterre), voir Amber Valley.
Amber Valley est un secteur non constitué en municipalité de la province de l'Alberta au Canada et situé environ 160 km au nord de la capitale, Edmonton.
À l'origine appelée Pine Creek, Amber Valley est l'une des nombreuses communautés de la province bâtie par des immigrants noirs. Elle culmine à 608 m.

## Histoire
En 1909, un groupe de colons Noirs canadiens originaires de l'Oklahoma et du Texas fondent la communauté sous le nom de Pine Creek. Leurs motivations étaient de fuir la ségrégation raciale et la violence, ; ils profitaient ainsi de la Loi des terres fédérales, établie en 1872, cependant les immigrants noirs subissaient tout de même une discrimination au Canada, avec diverses politiques (décret de Wilfrid Laurier, tentatives de dissuasions) menées par le pays à l'époque,. 
Selon les sources, environ 160 à 300 colons arrivèrent cette période-là. L'Encyclopédie Canadienne note en 1911 que la population était alors d'environ 1 000 personnes. 
Les habitants subsistaient surtout grâce à l'agriculture ; certaines femmes officient comme sages-femmes dans la région, parfois sur des centaines de kilomètres. Une école fut construite en 1913, offrant un enseignement jusqu'à la huitième année. Une équipe de baseball fut créée en 1926, et joua de nombreuses rencontres dans les années 1930 contre des équipes blanches de la région (chose interdite à l'époque aux États-Unis à cause des lois Jim Crow), acquiérant une certaine popularité dans la région. 
La communauté prit le nom de Amber Valley en 1931.  
Au début des années 1950, plusieurs descendants des fondateurs commencent à migrer vers les villes voisines telles que Edmonton.
Edmonton abrite la Shiloh Baptist Church, l'une des rares églises afro-américaine de l'ouest canadien et construite par les descendants des colons d'Amber Valley. L'école ferme dans les années 1950 (une réplique existe au Musée canadien de l'histoire), et le bureau de poste ferme en 1968.
De nos jours, il existe un petit musée dans la salle communautaire, préservé et animé par des descendants des familles ayant vécu dans la communauté,.
Postes Canada émet en 2021 un timbre sur Amber Valley à l'occasion du Mois de l'histoire des noirs. La Monnaie Royale Canadienne émet une pièce de $20 d'argent fin 2024 commémorant l'histoire de Amber Valley.

## Personnalités liées à la communauté
Willis Reese Bowen rassembla aux États-Unis un groupe de cinq familles qui partent ensuite en direction de Vancouver puis Amber Valley. Son fils, Obadiah, fut pasteur et bâtit en 1938 une maison, Obadiah Place, désigné en 1999 comme site historique de l'Alberta. Un des fils d'Obadiah, Oliver, géra la conception et la construction de la première ligne du C-Train de Calgary.
Jefferson Davis (J.D.) Edwards fit partit d'une des autres familles importantes de Amber Valley ; il organisait de nombreux évènements dans la communauté, créa l'équipe de baseball, et participa à la création de l'Alberta Wheat Pool. La province de l'Alberta lui décerna un prix d'excellence en sciences humaines en 1973.